# 阿里山駅
座標: 北緯23度30分36秒 東経120度48分16秒 / 北緯23.51000度 東経120.80444度
阿里山駅（ありさんえき）は、台湾嘉義県阿里山郷にある阿里山森林鉄路阿里山線と眠月線と祝山線の駅である。

## 利用可能な鉄道路線
阿里山森林鉄路
■阿里山線　
■眠月線　
■祝山線　

## 駅構造
単式ホーム1面1線の地上駅。

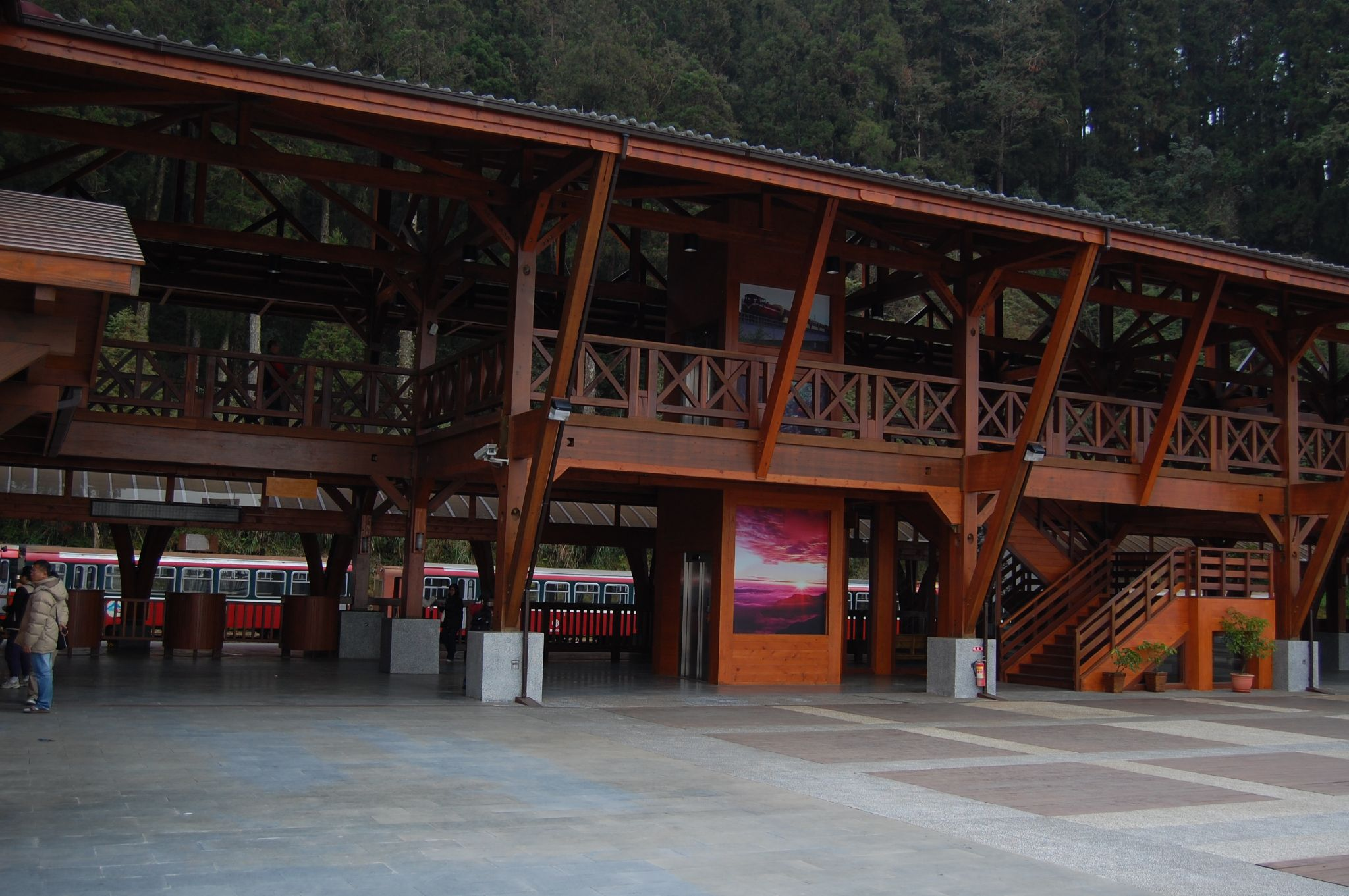
駅舎
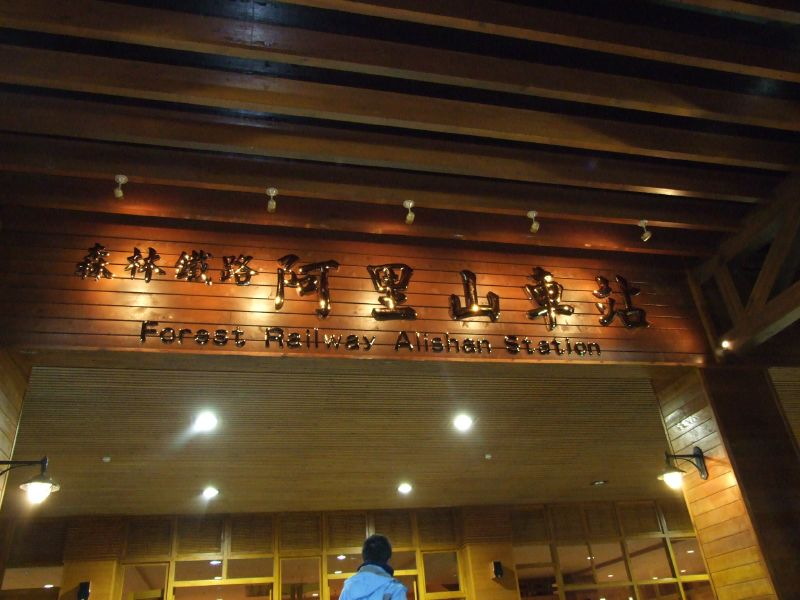
駅入口
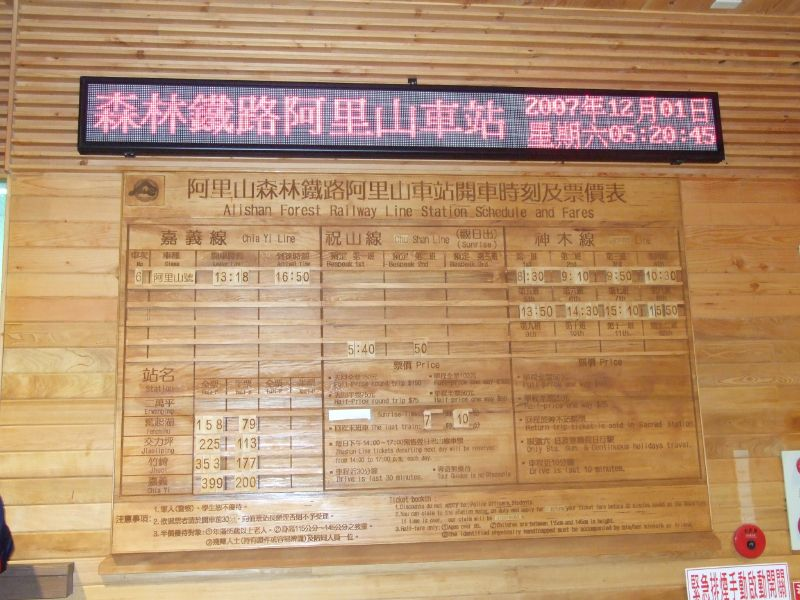
時刻表
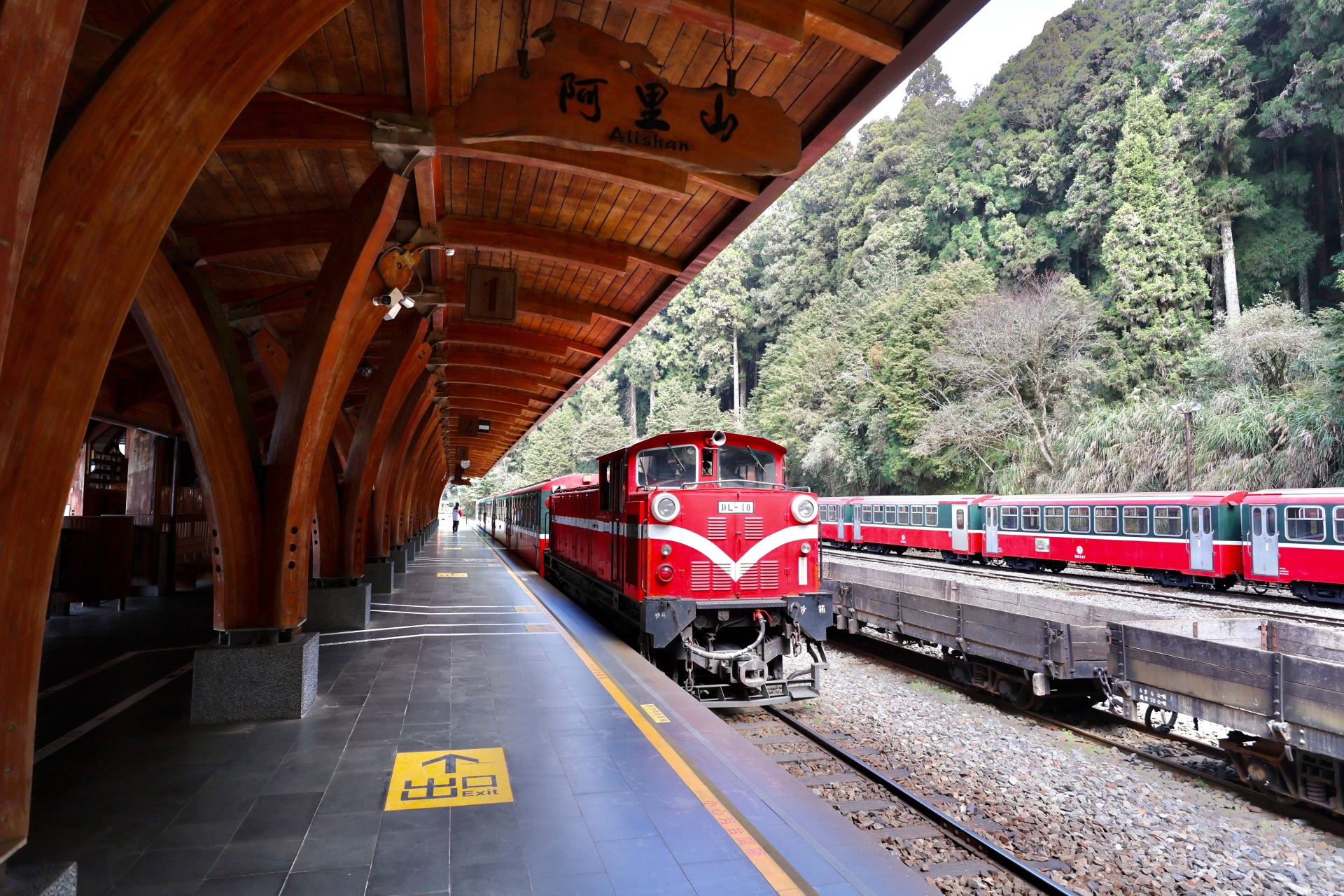
ホーム

## 駅周辺
- 阿里山旅館区
- ハイ・ライフ 阿里山店
- セブンイレブン阿里山店
- 中華郵政阿里山郵局
- 阿里山機車庫
- 国道客運阿里山站

## バス
公路客運
| 系統 | 事業者       | 区間                | 備考                               |
| ---- | ------------ | ------------------- | ---------------------------------- |
| 1835 | 国光客運     | 台北 - 阿里山       | 国道客運(高速バス)路線             |
| 6739 | 員林客運     | 日月潭 - 阿里山     |                                    |
| 7322 | 嘉義県公車処 | 嘉義 - 阿里山       | 台湾好行奮起湖石棹阿里山（B1）線。 |
| 7329 | 嘉義県公車処 | 高鉄嘉義駅 - 阿里山 | 台湾好行阿里山（A）線。            |

## 歴史
- 1981年1月 - 開業。

## 隣の駅
阿里山森林鉄路
■阿里山線
神木駅 - 阿里山駅 - 沼平駅
■眠月線
阿里山駅 - 沼平駅
■祝山線
阿里山駅 - 沼平駅